# Парламентские выборы в Китайской Республике (2020)
Парламентские выборы 2020 года в Китайской республике прошли 11 января одновременно с президентскими выборами. Полномочия нового созыва Законодательного юаня начались 1 февраля 2020 года.

## Результаты
«Демократическая прогрессивная партия» (ДПП) потеряла семь мест, но сохранила большинство в 61 место в Законодательном юане. «Гоминьдан» прибавили три места, получив в сумме 38. «Партия новой власти» получила три места по сравнению с пятью на предыдущих выборах. «Тайваньская народная партия» и «Тайваньская партия государственного строительства» вошли в Законодательный юань с пятью и одним местом, соответственно, при этом пять независимых кандидатов также получили свои места, а «Первая народная партия» потеряла своё представительство в парламенте полностью.